# Захарій (з Нового Заповіту)
Священник Захарія або Захарій (івр. זְכַרְיָה Zəḵaryāh, грец. Ζαχαρίας; араб. زكـريـا, І століття до н.е., Хеврон — І століття, Єрусалим) — із Авієвої череди, юдейський священник, батько Івана Хрестителя. Історія Захарія та народження Івана Хрестителя є описані в Новому Заповіті у Євангелії від Луки, мученик.

## Життєпис
Захарія був священником і жив за часів юдейського царя Ірода. Як і його дружина Єлисавета, Захарія був праведним перед Богом, бездоганно виконував усі Господні заповіді й обрядові приписи. Побожне подружжя було бездітним і просили в Бога потомства.

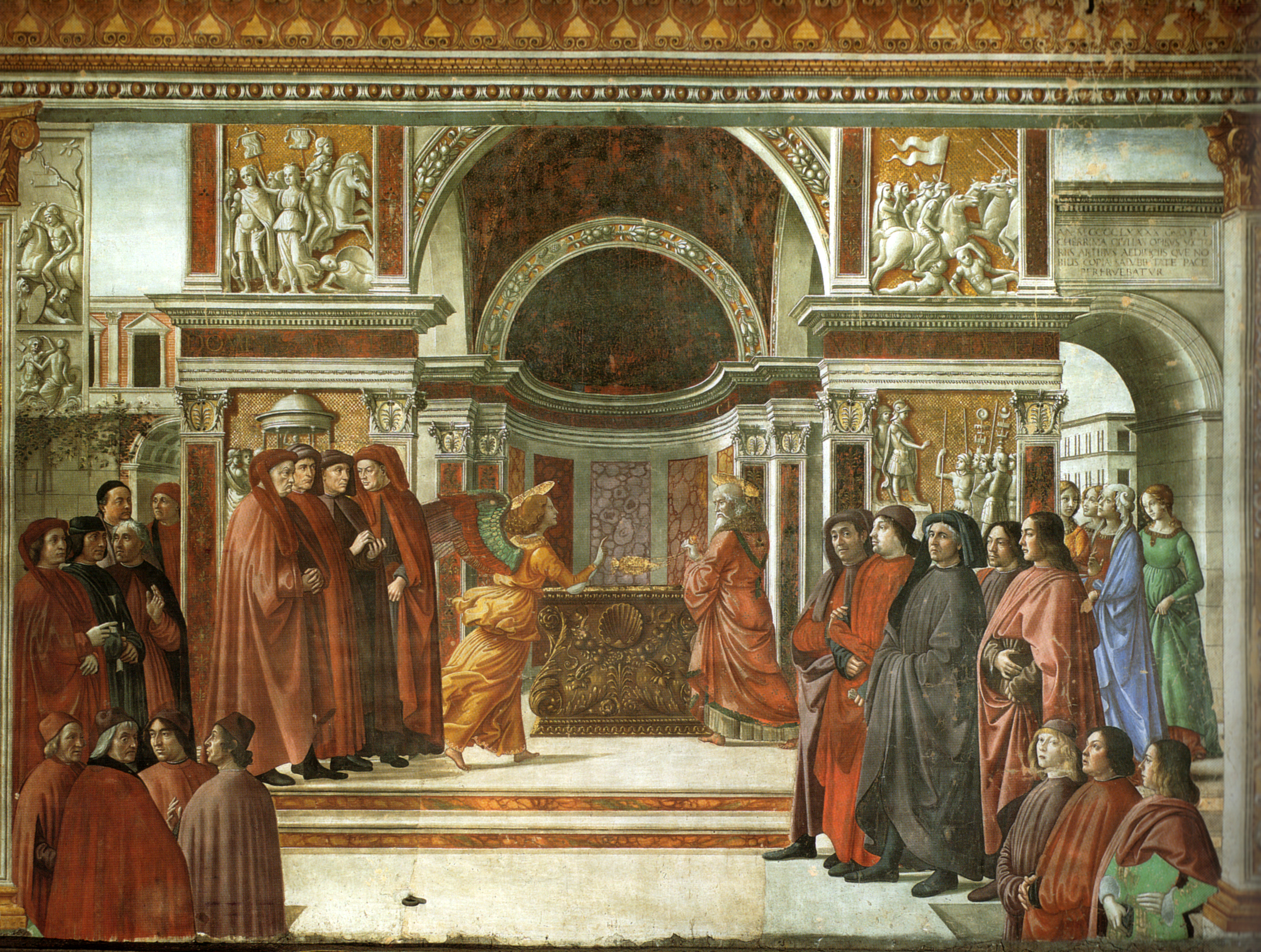
Ангел благовістить Захарію, що в нього народиться син (Доменіко Гірляндайо, Санта Марія Новелла, Флоренція)

Коли Захарія і Єлисавета постарілися, то думали, що вже не матимуть дітей, але сталося інакше. Коли одного разу прийшла черга Захарія принести Богові кадильну жертву, явився йому ангел Гавриїл, який промовив: «Не бійся, Захаріє, бо твоя молитва вислухана; жінка твоя Єлисавета породить тобі сина, і ти даси йому ім'я Іван. І буде тобі радість і веселість, і багато з його народження радітимуть» (Лк. 1:13–14). Захарій з пересторогою поставився до цього. Тоді Гавриїл промовив Захарії: «Я Гавриїл, що стою перед Богом; мене послано говорити з тобою і принести тобі цю благовість. Ось замовкнеш і не зможеш говорити аж до дня, коли це здійсниться, за те, що не повірив словам моїм, які збудуться свого часу» (Лк. 1:19–20).

## Народження Івана Хрестителя
І от у благочестивого подружжя, до похилої старості позбавленого розради мати дітей, нарешті народжується син, якого вони випросили у молитвах. На восьмий день, як приписував закон, треба було обрізувати новонародженого та дати йому ім'я. Над іменем вийшла суперечка. Як правило давали ім'я діда, щоб продовжити родову ознаку. Однак, зважаючи на похилий вік батька, хотіли назвати новонародженого його ім'ям — Захарія. Тільки Єлизавета не погоджувалась. Хотіла назвати Іван і знала чому. Постанову матері могла змінити тільки постанова батька. Німий Захарія попросив воскову табличку: «Попросивши ж табличку, написав він слова: Іван імення йому. І всі дивувались. І в тій хвилі уста та язик розв'язались йому, і він став говорити, благословляючи Бога! (Лк. 1:63–64)». . Згідно апокрифічному Протоєвангелію від Якова, цар Ірод наказав убити Івана, коли вбивали вифлеємських дітей, але воякам не вдалося виконати його наказ, бо Єлисавета із сином у той час переховувалася в горах. Вояки убили Захарію у святилищі Єрусалимського Храму за те, що він відмовився видати свого сина. 

## Джерело
- Рубрика Покуття. Календар і життя святих. (дозвіл отримано 9.01.2007)